# Higashihiroshima (Hiroshima)
Higashihiroshima (東広島市 Higashihiroshima-shi?) es una ciudad ubicada en la prefectura de Hiroshima, Japón. Su nombre significa "Este de Hiroshima" ya que se ubica al este de la ciudad de Hiroshima y funge como ciudad dormitorio. Al 1 de marzo de 2008 tenía una población de 187.649 habitantes y una densidad de 295 personas por km². El área total es de 635,32 km².
Fue fundado el 20 de abril de 1974 tras la fusión de cuatro pueblos: Saijō, Hachihonmatsu, Shiwa y Takaya del distrito de Kamo. El 7 de febrero de 2005 se unieron los pueblos de Kurose, Kōchi, Toyosaki y Fukutomi en el distrito de Kamo y el pueblo de Akitsu en el distrito de Toyota.
La ciudad es sede de la Universidad de Hiroshima. También es un lugar famoso en la fabricación de sake desde tiempos antiguos.